# Øjenforeningen Værn om Synet
Øjenforeningen Værn om Synet (tidligere Landsforeningen Værn om Synet) er en almennyttig forening med det formål at forebygge øjensygdomme ved forskning, oplysning og rettidig behandling, således at seende undgår blindhed.
Foreningen blev stiftet i 1982 og udgiver bladet VÆRN OM SYNET. Medlemstallet er 8.000 (okt. 2010). Foreningens første formand var Gustav Holmberg, som var formand indtil 1998. Han blev efterfølgende æresmedlem.